# 7 Days to Die
7 Days to Die ist ein Survival-Horror-Computerspiel aus dem Jahr 2013 für den PC sowie für die Xbox Series und PlayStation 5. Während der Alpha-Phase standen auch Versionen für Xbox One und PlayStation 4 zur Verfügung. Am 25. Juli 2024 verließ Spiel die Alpha-Phase und wurde in der Version 1.0 veröffentlicht.

## Handlung
Die Ereignisse des Spiels finden nach einem nuklearen Dritten Weltkrieg statt, der einen großen Teil der Welt zerstört hat. Einige wenige Gebiete, wie das fiktive County Navezgane in Arizona, wo das Spiel angesiedelt ist, wurden allerdings nicht verstrahlt und zerstört.
Der Spieler ist ein Überlebender des Krieges, der sein Überleben sichern muss, indem er sich ausrüstet und Vorräte aufspürt, um dadurch die zahlreichen Zombies abzuwehren, die Navezgane bevölkern.
Obwohl es kein wirkliches Ziel gibt, außer zu überleben, deuteten die Entwickler eine mögliche Storyline an, die in zukünftigen Updates hinzugefügt werden soll.

## Spielprinzip
Das Spiel ist ein Survival-Horror-Spiel, das in einer postapokalyptischen zufällig generierten Open World mit mehreren Biomen und Zombies angesiedelt ist und aus der Egoperspektive gespielt wird (Es kann auch mit Third-Person im SP gespielt werden). Ziel des Spielers ist es, möglichst lange zu überleben und Sachen zu bauen und zu entdecken.
Der Spieler kann die Welt erkunden, muss nach Nahrung und Wasser suchen, kann Gegenstände einsammeln, Gegenstände herstellen und unter anderem durch das Nutzen des Voxelsystems Behausungen und andere Dinge erbauen. Dabei muss der Spieler sich auch vor den Zombies schützen, indem er die Waffen aus dem Spiel benutzt und Werkzeuge herstellt, um weiter arbeiten zu können. Des Weiteren ist es dem Spieler möglich, Fahrzeuge zu bauen und zu nutzen, auf die Jagd zu gehen und Pflanzen wachsen zu lassen. Weiterhin kann der Spieler auch Quests annehmen.
Es kann sowohl im Einzelspieler- als auch im Mehrspielermodus gespielt werden. Das Spiel verfügt außerdem über einen Kreativmodus, bei dem das Bauen im Fokus steht und man daher keinen Schaden von Zombies zugefügt bekommt und unbegrenzt Gegenstände aus einem Menü erhalten kann.

## Entwicklung und Veröffentlichung
Am 16. Juli 2013 startete eine Kickstarter-Kampagne des Entwicklers The Fun Pimps mit einer festgelegten Summe von 200.000 US-Dollar, durch die sich das Spiel finanzieren sollte. Am 18. August desselben Jahres wurde die Kampagne beendet und es konnten erfolgreich 260.000 US-Dollar eingenommen werden. Einen Tag später waren es bereits über 500.000 US-Dollar. Später erschien das Spiel in Steam Greenlight, einer Plattform für Entwickler der Online-Vertriebsplattform für Computerspiele Steam.
Mitte Oktober 2013 wurde das Spiel aufgrund einer Verletzung des Urheberrechts von Steam Greenlight gesperrt. Grund dafür war der Vorwurf, Assets von Tripwire Interactive verwendet zu haben.
Erstmals offiziell veröffentlicht wurde das Spiel am 13. Dezember 2013 im Rahmen des Steam-Early-Access-Programms für die Betriebssysteme Windows, macOS und Linux. Bis zum Anfang April 2014 verkaufte sich das Spiel über 250.000 Mal. Eine Version für die Xbox One und PlayStation 4 erschien am 28. Juni 2016 in Nordamerika und am 1. Juli 2016 in Europa. Als Publisher fungiert dabei Telltale Games. Bis Mai 2018 wurde die PC-Version über 2,5 Millionen Mal verkauft.
Am 4. Mai 2024 wurde auf YouTube der Trailer für die Version 1.0 veröffentlicht, die laut Video-Beschreibung im Juni 2024 erscheinen sollte.

### Entwicklungsversionen
Das Spiel wurde regelmäßig durch größere Updates erweitert. Am 25. Juli 2024 wurde die Version 1.0 veröffentlicht. Einen Überblick über die größeren Neuerungen in den Alpha-Versionen soll folgende Tabelle bieten.
| Version | Datum             | Neuerungen |
| Alpha   | Alpha             | Alpha |
| ------- | ----------------- | --- |
| 1       | 13. Dezember 2013 | Startversion |
| 2       |                   | Die Alpha-Version 2 erweiterte das Spiel um neue Gebiete, Waffen, Ausrüstungsgegenstände und Gegner. Zudem wurden neue Multiplayer-Modi (Horde und Deathmatch) sowie zusätzliche Maps hinzugefügt. |
| 7       | 28. Februar 2014  | Diese Version fügt neue Biome und Waffen hinzu bzw. verbesserte sie und verbesserte die Grafik und die Darstellung des Terrain. |
| 8       | 7. Mai 2014       | Verbesserte die Animationen und Darstellung des Terrain. |
| 9       | 19. August 2014   | Die Alpha-Version 9 erweiterte das Spiel um zufallsgenerierte Welten, neue Verletzungen, zusätzliche Crafting-Rezepte und einige Optimierungen. |
| 10      | 22. November 2014 | Version 10 überarbeitete u. a. den Serverbrowser, das Türsystem, das Buff-System, die Zombies und führte ein „Wellness“-System ein, das bewirken soll, das Essgewohnheiten, Krankheiten und Tode deutliche Auswirkungen auf euren dauerhaften Gesundheitszustand haben. Zudem wurde ein neuer Charaktereditor eingeführt. |
| 11      | 2. April 2015     | Diese Version erweiterte u. a. die Gegenstände um Qualitätsstufen, fügte ein Levelsystem hinzu und überarbeitete die Bergbau-Funktionen. Außerdem wurde auf Unity 5 umgestiegen. |
| 12      | 3. Juli 2015      | Diese Version erweiterte u. a. das Spiel um Bären, eine neue Spitzhacke, ein Fahrzeugsystem mit einem Minibike und Änderungen des Himmels. |
| 13      | 12. Dezember 2015 | Die Alpha-Version 13 überarbeitete die Animationen, führt neue Wetter-Effekte sowie Temperatursystem und neue taktische Elemente sowie ein neues Crafting-, Charakter-, Skill- und Karten-System ein. |
| 14      | 25. März 2016     | Die Alpha-Version 14 erweiterte das Spiel um eine verbesserte Grafik, einem Handelssystem und erweiterten Bau- und Crafting-Funktionen. |
| 15      | 5. Oktober 2016   | Diese Version fügte u. a. einige neue Baumöglichkeiten wie zum Beispiel Treppen hinzu und Verbesserungen in der zufälligen Weltengenerierung und Schwierigkeitsstufen. |
| 16      | 6. Juni 2017      | Die Alpha-Version 16 fügte viele Änderungen zu dem Spiel hinzu, wie viele neue Gebäude, neue Zombies und ein neues Spawn-System. |
| 17      | 19. November 2018 | Mit der Alpha 17 kamen zahlreiche Neuerungen in das Spiel, unter anderem neue Fahrzeuge wie der 4*4-Truck, ein neues Motorrad und der Gyrokopter. Des Weiteren wurde die KI der Zombies sehr verbessert (wurde mit der Alpha 17.2 wieder verschlechtert). Es wurden auch neue Häuser und POIs hinzugefügt. |
| 18      | 2. Oktober 2019   | Großes Balance-Update. Die Balance wurde in vielen Spielbereichen weitgehend überarbeitet und optimiert: Zombie-Anzahl und Art, Attribute und Skillsystem, Items, Rezepte, Rüstungen, Loot, Kampf, negative Effekte. Zudem wurde die Performance, die Zombie-KI und die Animationen verbessert. Neben neuen Fertigkeiten und Rezepten, kamen zahlreiche neue Waffen dazu. Die Weltgenerierung wurde verbessert und zahlreiche POIs (Points of interest = Gebäude / Konstrukte in der Welt) wurden überarbeitet oder ergänzt; die Gebäude gleichen nun kleinen Dungeons mit einem fixen Eingang und Weg, der den Spieler hindurchführt. Gesprickt mit Fallen und versteckten Zombies bieten sie eine gänzlich neue Herausforderung. |
| 19      | 25. Juni 2020     | Großes Grafik-Update. Diese Alpha überarbeitet das Spiel im großen Stil. Besonders bemerkbar sind die grafischen Überarbeitungen. Dazu gehören: alle Zombie-Modelle, Gebäude, Umwelt-Inhalte wie Bäume, Nebel, Himmelstextur. Außerdem wurden Waffen, Buff-Items (z. B. kurzfristig erhöhter Schaden) und Fertigkeiten ergänzt. Zu guter Letzt wurde der Multiplayer, der Sound, die dynamische Spielauflösung sowie die Balance des Spiels verbessert. |
| 20      | 1. Dezember 2021  | Großes Update. Neue Features u. a. neue Erstellung der Zufallswelten, neue POIs, neue Objekte, überarbeitet Gegner, neue Waffen. Obwohl es viele neue Inhalte gab, wurden die Entwickler dafür kritisiert, dass das Spiel auch nach fast einem Jahrzehnt immer noch im Alpha-Zustand ist. |
| 21      | 12. Juni 2023     | Großes Update. Neu unter anderem der Tausammler, Doppeltüren, eine Schwierigkeitsanzeige für den jeweiligen Standort sowie neue und überarbeitete POIs. |

## Rezeption
Das Spiel erhielt zunächst gemischte Kritiken für die PC-Version. Die Konsolenfassung wurde allerdings weitgehend negativ bewertet. Im Juni 2017 wurde das Spiel aus insgesamt 35.000 Nutzerbewertungen auf Steam als sehr positiv eingestuft und schaffte es, obwohl es noch in der Alpha-Version ist, wiederholt in die Top 100 der meistverkauften Spiele auf Steam. Im Februar 2020 wurden bereits 110.200 Nutzerbewertungen abgegeben, welche eine Langzeit-Nutzerbewertung von 86 % (sehr positiv) ergibt.
Gelobt wird die Verschmelzung von unterschiedlichen Genres und Spielprinzipien wie Zombie-Shooter, Survival Horror, Sandbox, Rollenspiel und Tower Defense sowie die Erkundung und Bebauung der Welt und die Erlebnisse im Mehrspieler.
Kritisiert wird der Status als unfertiges Spiel, das trotz Alpha-Status bereits auf Konsolen wie ein vollwertiges Spiel vermarktet wird, die vergleichsweise alt wirkende Grafik und die Parallelen und Überschneidungen zu vielen bereits bekannten Spielen. Aufgrund des Klötzchen- und Craftingsystems wird das Spiel oft mit Minecraft verglichen, so dass es aufgrund der Zombie-Apokalypsen-Thematik wie eine Mischung aus Minecraft und Titeln wie DayZ oder Left 4 Dead wirkt.